# Eunice Barber
Pour les articles homonymes, voir Barber.
Eunice Barber, née le 17 novembre 1974 à Freetown en Sierra Leone, est une athlète franco-sierra-léonaise. Elle a notamment été championne du monde d'heptathlon et de saut en longueur, disciplines dans lesquelles elle a établi les records de France.

## Carrière sportive

### Débuts avec la Sierra Leone
Née en Sierra Leone, Eunice Barber fait des débuts sportifs internationaux lors des Jeux olympiques d'été de 1992 de Barcelone en s'engageant sur les épreuves de l'heptathlon et du 100 m haies.
Lors des Championnats du monde 1995, elle bat six de ses records personnels pour terminer à la 4e position ; lors des Jeux olympiques d'été de 1996 d'Atlanta, elle se classe 5e.
Le 7 mars 1997, pour les championnats du monde en salle de 1997 à Paris-Bercy, elle bat le record d'Afrique du pentathlon avec 4 558 pts en terminant 6e du concours ; c'est d'ailleurs toujours l'actuel record d'Afrique.

### Championne du monde de l'heptathlon (1999)
En février 1999, Eunice Barber obtient la nationalité française, pays où elle vit, et s'entraîne à Reims dans le club de l'EFSRA (Entente Family Stade de Reims) depuis 1992. Elle participe pour sa nouvelle nation aux Championnats du monde 1999 où elle obtient la médaille d'or après un duel avec la Britannique Denise Lewis. L'année suivante, elle doit abandonner après cinq épreuves lors des Jeux olympiques d'été de 2000 de Sydney.
Les Championnats du monde 2001 sont pour elle l'occasion de défendre son titre. Alors qu'elle est très bien partie dans le concours  puisqu'elle réalise notamment un excellent temps lors de la première épreuve, le 100 m haies, emportée par son enthousiasme, Eunice Barber commet trois fautes lors de ses trois lancers du poids et, avec un zéro, perd toutes chances de podium ; elle décide donc d'abandonner. Ce concours reste l'une des plus grosses désillusions de sa carrière puisqu'au moment de son abandon, elle dominait largement la compétition et qu'aucun adversaire ne semblait être en mesure de la battre.

### Championne du monde du saut en longueur (2003)
L'année 2003 lui donne une nouvelle chance mondiale, mais elle doit faire face à une nouvelle et très talentueuse athlète, la suédoise Carolina Klüft. Eunice Barber n'obtient alors que la médaille d'argent. Elle obtient tout de même un nouveau titre mondial lors de la finale du saut en longueur, titre qu'elle obtient lors de son dernier saut avec un bond à 6,99 m devançant Tatyana Kotova.
Lors des Jeux olympiques de 2004, elle est éliminée dès les qualifications lors du concours de saut en longueur avec un saut de 6,37 m et doit déclarer forfait pour l'heptathlon à cause d'une blessure à l'ischio-jambier droit.
Lors des championnats du monde 2005, Eunice Barber arrive une nouvelle fois en deuxième position derrière Carolina Klüft, après une lutte acharnée, 18 points seulement les séparant après la sixième épreuve. Elle complète son palmarès lors du concours de saut en longueur par une médaille de bronze. Ces duels avec Klüft ont d'ailleurs fortement marqué ces deux championnats du monde, par leur intensité et l'incertitude qui en découlait.

### Fin de carrière
La saison 2006 d'Eunice Barber commence de manière chaotique, avec son interpellation le 18 mars par la police française à proximité du Stade de France. Ses plaintes à l'encontre des policiers, déposées fin mars auprès de l'Inspection générale des services et du doyen des juges d'instruction de Bobigny, débouchent sur un non-lieu. Elle est mise en examen début avril pour « refus d'obtempérer, mise en danger de la vie d'autrui, outrages et violences sur personnes dépositaires de l'autorité publique ». De plus, les policiers l'accusent d'avoir traité une fonctionnaire de « sale blanche »,. Lors de son procès, qui se tient en novembre 2008, elle accuse les policiers d'avoir fait preuve de racisme et de violence, et reconnaît avoir mordu deux d'entre eux. Elle est finalement condamnée le 2 décembre 2008 à 5 000 euros d'amende et à des dommages-intérêts. Elle annonce immédiatement sa volonté de faire appel, mais revient sur sa décision le 10 décembre 2008.
En août 2007, Eunice Barber est sélectionnée en équipe de France aux Championnats du monde 2007, mais elle préfère déclarer forfait pour l’heptathlon, qui voit Carolina Klüft battre le record d'Europe. Le 27 août, elle échoue encore une fois dans les qualifications du saut en longueur, aux championnats du monde.
Lors de la polémique sur la participation des athlètes français aux Jeux olympiques d'été de 2008 de Pékin, Eunice Barber déclare que la France, pays « où l'on torture des Noirs et des Arabes », n'a pas de « leçons à donner » en matière de respect des Droits de l'homme aux autorités de la Chine populaire.
Gênée par ses nombreuses blessures, Eunice Barber n'arrive pas à se qualifier pour les JO de Pékin, ne dépassant pas 6,42 mètres aux qualifications à Albi (minima fixé à 6,78 m)
Aux Championnats de France 2009, Eunice Barber ne sera que 4e de la longueur, avec un saut à 6,23 m. Loin des minima, elle ne se qualifie pas pour les Championnats du monde 2009. À 35 ans, Eunice Barber arrive à la fin de sa carrière.

## Après carrière
Eunice Barber a annoncé que l'année 2010 serait sa dernière année dans l'athlétisme, et qu'elle la consacrerait au 100 m haies. Elle range ses pointes pour se consacrer à sa vie américaine, pensant à une reconversion dans le monde de la mode.
Elle fait partie du comité d'organisation des Championnats d'Europe 2020 de Paris.
Le 25 mars 2024 à Franconville elle se fait agresser de 2 coups au visage dans un train par un voyageur en état d'ébriété à Franconville en direction de la gare du Nord à Paris. Elle est légèrement blessée.

## Palmarès
| Année                        | Compétition                           | Lieu                                  | Résultat                     | Épreuve                      | Points                       |
| Représentant la Sierra Leone | Représentant la Sierra Leone          | Représentant la Sierra Leone          | Représentant la Sierra Leone | Représentant la Sierra Leone | Représentant la Sierra Leone |
| ---------------------------- | ------------------------------------- | ------------------------------------- | ---------------------------- | ---------------------------- | ---------------------------- |
| 1992                         | Jeux olympiques                       | Barcelone                             | 26e                          | Heptathlon                   | 4 530 pts                    |
| 1993                         | Championnats du monde                 | Stuttgart                             | —                            | Heptathlon                   | DNF                          |
| 1995                         | Championnats du monde                 | Göteborg                              | 4e                           | Heptathlon                   | 6 340 pts                    |
| 1996                         | Jeux olympiques                       | Atlanta                               | 5e                           | Heptathlon                   | 6 342 pts                    |
| 1997                         | Championnats du monde en salle        | Paris                                 | —                            | Longueur                     | NM                           |
| 1997                         | Championnats du monde en salle        | Paris                                 | 6e                           | Pentathlon                   | 4 558 pts                    |
| 1997                         | Championnats du monde                 | Athènes                               | —                            | Heptathlon                   | DNF                          |
| Représentant la France       |                                       |                                       |                              |                              |                              |
| 1999                         | Coupe d'Europe des nations            | Paris                                 | 2e                           | Longueur                     | 6,82 m                       |
| 1999                         | Coupe d'Europe                        | Prague                                | 1re                          | Heptathlon                   | 6 505 pts                    |
| 1999                         | Championnats du monde                 | Séville                               | 1re                          | Heptathlon                   | 6 861 pts                    |
| 1999                         | Décastar                              | Talence                               | 1re                          | Heptathlon                   | 6 515                        |
| 1999                         | Coupe du monde des épreuves combinées | Coupe du monde des épreuves combinées | 1re                          | Heptathlon                   | 19 880 pts                   |
| 2000                         | Hypo-Meeting                          | Götzis                                | 1re                          | Heptathlon                   | 6 842 pts                    |
| 2001                         | Hypo-Meeting                          | Götzis                                | 1re                          | Heptathlon                   | 6 736 pts                    |
| 2001                         | Coupe d'Europe des nations            | Brême                                 | 2e                           | Longueur                     | 6,71 m                       |
| 2001                         | Championnats du monde                 | Edmonton                              | —                            | Heptathlon                   | DNF                          |
| 2003                         | Coupe d'Europe des nations            | Florence                              | 1re                          | Longueur                     | 6,76 m                       |
| 2003                         | Championnats du monde                 | Paris                                 | 1re                          | Longueur                     | 6,99 m                       |
| 2003                         | Championnats du monde                 | Paris                                 | 2e                           | Heptathlon                   | 6 755 pts                    |
| 2003                         | Finale mondiale                       | Monaco                                | 1re                          | Longueur                     | 7,05 m                       |
| 2005                         | Championnats du monde                 | Helsinki                              | 2e                           | Longueur                     | 6,76 m                       |
| 2005                         | Championnats du monde                 | Helsinki                              | 2e                           | Heptathlon                   | 6 824 pts                    |
| 2005                         | Décastar                              | Talence                               | 1re                          | Heptathlon                   | 6 675                        |
| 2005                         | Coupe du monde des épreuves combinées | Coupe du monde des épreuves combinées | 2e                           | Heptathlon                   | 20 388 pts                   |
| 2006                         | Coupe d'Europe des nations            | Malaga                                | 2e                           | Longueur                     | 6,61 m                       |

## Records
| Épreuve          | Performance    | Lieu   | Date              |
| ---------------- | -------------- | ------ | ----------------- |
| Heptathlon       | 6 889 pts (NR) | Arles  | 5 juin 2005       |
| Pentathlon       | 4 558 pts      | Paris  | 7 mars 1997       |
| Saut en longueur | 7,05 m (NR)    | Monaco | 14 septembre 2003 |

## Distinctions
- Élue Championne des champions français par L'Équipe en 1999

## Filmographie
Elle est apparue dans un épisode de série :
- 2005 : Le Tuteur, épisode Mariage blanc[10] réalisé par Édouard Molinaro